# Sciara singhalensis
Sciara singhalensis är en tvåvingeart som beskrevs av Rubsaamen 1894. Sciara singhalensis ingår i släktet Sciara och familjen sorgmyggor.
Artens utbredningsområde är Sri Lanka. Inga underarter finns listade i Catalogue of Life.